# Denardo Coleman

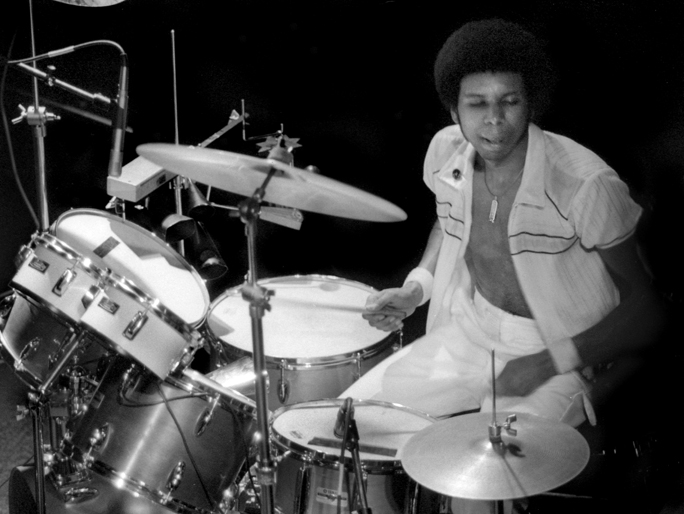
Denardo Coleman (1981)

Denardo Ornette Coleman (* 19. April 1956 in Los Angeles) ist ein US-amerikanischer Jazzschlagzeuger.

## Leben und Wirken
Der Sohn des Musikers Ornette Coleman und der Poetin Jayne Cortez begann als Sechsjähriger mit dem Schlagzeugspiel. Er spielte bereits in der Kindheit regelmäßig zusammen mit seinem Vater, der ihn bereits 1966 als vollwertigen Drummer auf seinem Album The Empty Foxhole (mit Charlie Haden) akzeptierte. Auch für die Alben Ornette at 12 (1968) und Crisis (1969) wurde er als Schlagzeuger herangezogen. Anschließend stand zunächst seine schulische Ausbildung im Vordergrund, auch wenn der gelegentlich mit der Band seines Vaters tourte.
Seit 1980 leitet er die Band The Firespitters (die seine Mutter bei ihren Gedichtvorträgen unterstützte) und mit der er fünf Alben einspielte. Seit 1984 spielte er regelmäßig in der Prime Time-Band seines Vaters, später dann auch in dessen Piano-Quartett mit Geri Allen. Er fungierte seitdem auch als dessen Manager und Produzent und leitet die von diesem begründeten Firmen, einschließlich eines Aufnahmestudios in Harlem. Mit seiner Band Vibe (zu der Al MacDowell, Tony Falanga, Charles Ellerbe und Antoine Roney gehören) und Gästen wie Patti Smith präsentiert er aktuell die Musik seines Vaters.

## Auswahldiskographie
- O. Coleman: Of Human Feelings (Antilles, 1979)
- Pat Metheny & O. Coleman: Song X (Geffen, 1985)
- O. Coleman: In All Languages (Caravan of Dreams, 1987)
- J. Cortez & the Firespitters: Taking the Blues Back Home (Virgin, 1996)
- J. Cortez & the Firespitters: Borders of Disorderly Time mit Bobby Bradford, Frank Lowe, Al MacDowell, James Blood Ulmer, Charnett Moffett, Bern Nix  (Bola Press, 2003)
- O. Coleman: Sound Grammar (Sound Grammar, 2006)
- Charnett Moffett Treasure (King Japan, 2010)